# Telefonní předvolba

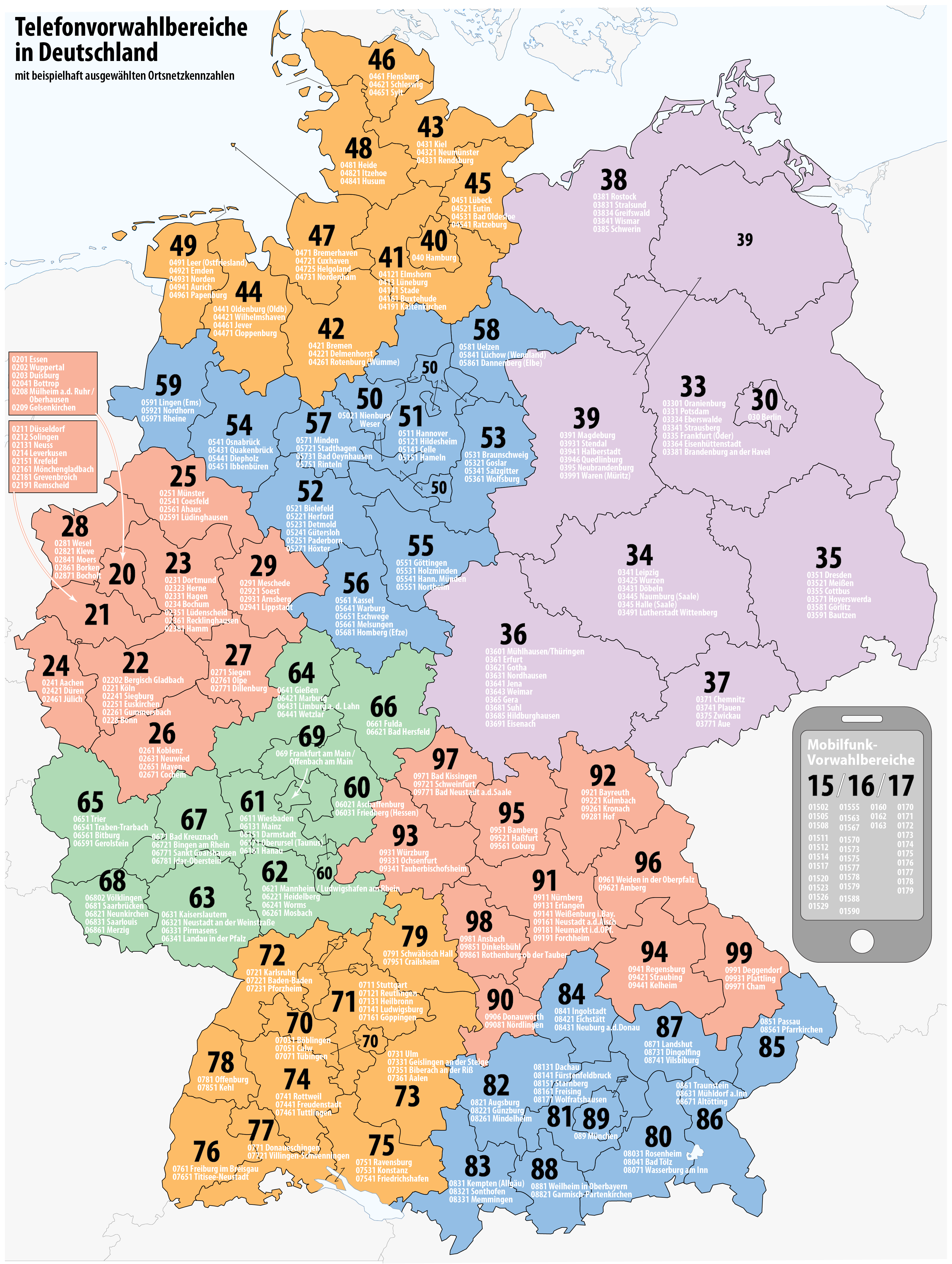
telefonní předvolbu má v případě Německa každý region svou vlastní

Telefonní předvolba neboli směrové telefonní číslo je číslo, které se přidává před místní telefonní číslo stanice v telefonní síti, má-li být voláno z jiného uzlu či země, a nejnověji i od jiného operátora. V mezinárodním styku se předvolba skládá z přestupného znaku a směrového čísla.
Tento postup umožňuje automatické spojování meziměstských a mezinárodních hovorů i přepojování hovorů mezi různými operátory.
Telefonní předvolba se od běžného telefonního čísla liší tím, že začíná číslicemi či znaky, které se pro místní čísla na první pozici nepoužívají – obvykle nulou a pro mezinárodní hovory dvěma nulami. 
Znak "+" se celosvětově používá v mezinárodním formátu čísla a vždy se při volání musí nahradit takzvaným prefixem IDD (international direct dialing), který závisí na zemi, z níž se volá. Například v Česku je to "00", stejně tak na Slovensku, ale například v USA je prefix IDD "011", což znamená, že při volání českému účastníkovi s číslem 602 123 123 se musí volat (v USA) "011420 602 123 123", zatímco ze Slovenska by to bylo "00420 602 123 123".
V současnosti již ve většině zemí není nutné nahrazovat znak "+" prefixem IDD, ale stačí zadat z klávesnice přímo znak "+", který se při volbě čísla automaticky nahradí prefixem IDD.

## Telefonní číslovací plán
Číslovací plán je schéma používané v telekomunikacích pro přidělování telefonních čísel účastnickým telefonům nebo jiným koncovým bodům telefonní sítě.
Číslovací plány různých zemí shromažďuje např. nizozemská firma International Numbering Plans B.V. V ČR vycházel  nejprve jako součást Telekomunikačního věstníku.
V roce 2007 Ministerstvo informatiky vydalo nové číslovací plány vyhláškou č. 117/2007 Sb.

## České lokální předvolby
V České republice byl k 22. 9. 2002 zaveden nový, jednotný systém devíticiferných telefonních čísel, kterým bylo nahrazeno lokální číslování v rámci uzlů a lokální směrovací předvolby. Zároveň byla zrušena počáteční nula při meziměstském volání nebo volání do mobilní sítě nebo z ní.   
České meziměstské předvolby do roku 2002: 
- 02 Praha
- 017 Karlovy Vary
- 019 Plzeň
- 038 České Budějovice
- 047 Ústí nad Labem
- 040 Pardubice
- 048 Liberec
- 049 Hradec Králové
- 05 Brno
- 069 Ostrava
- 066 Jihlava
- 067 Zlín
- 068 Olomouc

## Slovenské lokální předvolby
Na Slovensku první číslice telefonního čísla definuje sekundární geografickou oblast nebo funkčně určenou oblast (síť či službu), v případě geografické oblasti pak druhá číslice určuje primární oblast. Vlastní účastnické telefonní číslo pak má 7 číslic s výjimkou Bratislavy, kde má lokální předvolba pouze jednu číslici a účastnická čísla mají 8 číslic. 
Číslování platné od 1. července 2002: 
| Sekundární oblast (4) | Primární oblast (25) | Národní číslo | Národní číslo     |
| Sekundární oblast (4) | Primární oblast (25) | NDC           | SN (počet číslic) |
| --------------------- | -------------------- | ------------- | ----------------- |
| Bratislava            | Bratislava           | 2             | 8                 |
| Bratislava            | Dunajská Streda      | 31            | 7                 |
| Bratislava            | Trenčín              | 32            | 7                 |
| Bratislava            | Trnava               | 33            | 7                 |
| Bratislava            | Senica               | 34            | 7                 |
| Bratislava            | Nové Zámky           | 35            | 7                 |
| Bratislava            | Levice               | 36            | 7                 |
| Bratislava            | Nitra                | 37            | 7                 |
| Bratislava            | Topoľčany            | 38            | 7                 |
| Žilina                | Žilina               | 41            | 7                 |
| Žilina                | Považská Bystrica    | 42            | 7                 |
| Žilina                | Martin               | 43            | 7                 |
| Žilina                | Liptovský Mikuláš    | 44            | 7                 |
| Banská Bystrica       | Zvolen               | 45            | 7                 |
| Banská Bystrica       | Prievidza            | 46            | 7                 |
| Banská Bystrica       | Lučenec              | 47            | 7                 |
| Banská Bystrica       | Banská Bystrica      | 48            | 7                 |
| Košice                | Prešov               | 51            | 7                 |
| Košice                | Poprad               | 52            | 7                 |
| Košice                | Spišská Nová Ves     | 53            | 7                 |
| Košice                | Bardejov             | 54            | 7                 |
| Košice                | Košice               | 55            | 7                 |
| Košice                | Michalovce           | 56            | 7                 |
| Košice                | Humenné              | 57            | 7                 |
| Košice                | Rožňava              | 58            | 7                 |